# Kyle Richards

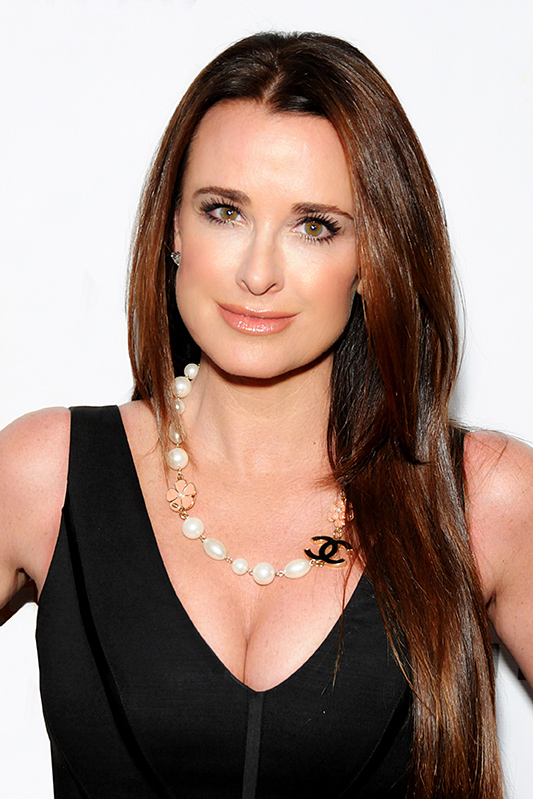
Kyle Richards (2014)

Kyle Richards (* 11. Januar 1969 in Hollywood, Kalifornien) ist eine US-amerikanische Schauspielerin.

## Leben und Karriere
Kyle Richards spielte ihre erste größere Rolle 1975 in der US-amerikanischen Fernsehserie Unsere kleine Farm (Little House on the Prairie) als Alicia Sanderson-Edwards, die sie in der Folge in neunzehn Episoden der Serie verkörperte. Richards kam durch ihre ältere Schwester Kim (* 1964) zu der Serie, die in der Folge Meine Party – Deine Party der 1. Staffel die Rolle des Mädchens Olga verkörperte, das gehandicapt ist durch ein kürzeres Bein. Kyle hat noch eine ältere Halbschwester Kathy (* 1959), die die Mutter der Hotelerbin und als Partygirl bekannten Paris Hilton sowie von Nicky Hilton ist.
Während ihrer drehfreien Zeit bei Unsere kleine Farm spielte Richards in drei Horrorfilmen, 1977 in Der Teufel auf Rädern und Blutrausch und 1978 in Halloween – Die Nacht des Grauens. 1980 spielte sie an der Seite von Bette Davis in der Disney Produktion Schrei der Verlorenen. Im Jahr 1987 machte Richards ihren Highschool-Abschluss an der Central Union High School in El Centro in Kalifornien.
Danach konzentrierte Richards sich auf Fernsehrollen und war beispielsweise von 1999 bis 2006 als Krankenschwester Dori in der erfolgreichen Krankenhausserie Emergency Room – Die Notaufnahme zu sehen. Die Schauspielerin trat auch in einigen Episoden der Doku-Soap The Simple Life auf, in der sich ihre Nichte Paris Hilton und deren Freundin Nicole Richie mit unterschiedlichen Alltagssituationen auseinandersetzen mussten. Für den Kabelsender Bravo übernahm Richards eine Rolle in der Reality-Serie The Real Housewives of Beverly Hills, die erste Staffel wurde in den Vereinigten Staaten ab Oktober 2010 ausgestrahlt. 
1988 heiratete Richards Guraish Aldjufrie, das Paar ließ sich 1992 scheiden. Aus der Ehe ging eine Tochter hervor. 1996 heiratete die Schauspielerin den Geschäftsmann und Immobilien-Mogul Mauricio Umansky. Aus dieser Ehe gingen drei Töchter hervor.

## Filmografie (Auswahl)
- 1974: Make-up und Pistolen (Police Woman; Fernsehserie, Folge 01x12 The Cradle Robbers)
- 1975–1982: Unsere kleine Farm (Little House on the Prairie; Fernsehserie, 19 Folgen)
- 1975: Die Flucht zum Hexenberg (Escape to Witch Mountain)
- 1977: Blutrausch (Eaten Alive)
- 1977: Der Teufel auf Rädern (The Car)
- 1978: Halloween – Die Nacht des Grauens (John Carpenter’s Halloween)
- 1979: Carter Country (Fernsehserie, 4 Folgen)
- 1980: Schrei der Verlorenen (The Watcher in the Woods)
- 1984–1986: Down to Earth (Fernsehserie, 12 Folgen)
- 1998: Love Boat: The Next Wave (Fernsehserie, 02x03, Folge Captains Courageous)
- 1998–2006: Emergency Room – Die Notaufnahme (ER; Krankenhausserie, 21 Folgen)
- 1999: Beverly Hills, 90210 (Fernsehserie, 09x18, Folge Bobbi Dearest)
- 2003: Eine himmlische Familie (7th Heaven; Fernsehserie, 07x21, Folge Life and Death: Part 1)
- 2006: Die Party Animals sind zurück! (National Lampoon’s Pledge This!)
- 2011: Deadly Sibling Rivalry (Mystery-Thriller)
- 2012: CSI – Den Tätern auf der Spur (CSI: Crime Scene Investigation; Fernsehserie, 13x05 Folge: Play Dead)
- 2014: G.U.Y. (an Artpop Film) (Musikvideo)
- 2014: The Hungover Games
- 2021: Halloween Kills
- 2021: The Housewives of the North Pole (Fernsehfilm)
- 2022: Halloween Ends
- 2023: How I Met Your Father (Fernsehserie, Folge 02x13 Family Business)